# Solanum atitlanum
Solanum atitlanum là loài thực vật có hoa trong họ Cà. Loài này được K.E. Roe miêu tả khoa học đầu tiên năm 1967.